# Komsomolez (U-Boot)
Die K-278 Komsomolez war ein sowjetisches Atom-U-Boot. Es wurde 1984 in Dienst gestellt und sank am 7. April 1989. Der Untergang kostete 42 Besatzungsmitglieder das Leben.

## Projekt 685 Plawnik
Bei dem als Plawnik (russisch Плавник für Finne; NATO-Codename Mike) benannten Projekt handelte es sich um einen neu entwickelten U-Boot-Entwurf, der für die Erprobung neuartiger Technologien konzipiert wurde. Das Prototyp-Boot K-278 Komsomolez blieb das einzige Boot dieser Klasse.
Das Boot sollte eine gemischte Bewaffnung aus Torpedos und Anti-U-Boot-Raketen vom Typ RPK-2 Wijuga tragen. Diese Raketen konnten sowohl mit einem Torpedo als auch Nukleargefechtsköpfen  bestückt werden. Die Entwicklungsarbeiten begannen schon in den 1960er-Jahren. Die Kiellegung des Bootes fand allerdings erst am 22. April 1978 statt.

## Komsomolez
Dieses Boot bekam den Namen Komsomolez (russisch Комсомолец für Mitglied des Komsomol). Das Boot trug die Baunummer K-278, wurde am 9. Mai 1983 zu Wasser gelassen und Ende des Jahres 1984 in Dienst gestellt. Eine zweite Einheit wurde zwar in Sewerodwinsk auf Kiel gelegt, jedoch vor ihrer Fertigstellung abgebrochen.
Das Boot wurde nach den üblichen Anforderungen der sowjetischen Marine gebaut. Es war ein Zweihüllenboot mit sieben abgeschotteten Abteilungen (von vorne nach achtern):
- Torpedoraum
- Unterkünfte der Besatzung
- Zentrale
- Reaktorraum
- Elektromotoren
- Turbinen
- Abteilung Hilfsmaschinen[2]

Der innere Druckkörper bestand aus Titan, das dem Boot die größte Tauchtiefe aller damals vorhandenen U-Boote verlieh. Das Boot konnte in einer Tiefe von 1000 m operieren. Gleichzeitig war das Boot durch die Titanhülle nur sehr schwer mit MAD-Sensoren ortbar.  Die Komsomolez verfügte über eine in den Turmaufbau integrierte Rettungskapsel, welche die Besatzung im Notfall an die Oberfläche tragen sollte. Westliche Geheimdienste vermuteten zwei blei-wismutgekühlte Reaktoren ähnlich dem Projekt 705. Die Sowjetunion gab an, dass das Boot von einem einzelnen Druckwasserreaktor vom Typ OK-650B3 mit zwei Dampfturbinen angetrieben würde. Eine direkte Folge davon war die erhebliche Herabsetzung der geschätzten Geschwindigkeit des Bootes. Ging man anfangs von bis zu 38 kn im getauchten Zustand aus, korrigierte man sie auf weniger als 30 kn herunter. Das Boot verfügte über sechs Torpedorohre mit einem Durchmesser von 533 mm. Insgesamt konnten 12 Torpedos oder RPK-2 mitgeführt werden.

## Untergang derKomsomolez
Am 7. April 1989 brach im Heckraum der Komsomolez ein Feuer aus. Das Boot befand sich in einer Tiefe von 150 bis 380 Metern, als ein Ventil einer Hochdruckluftleitung, welche die Hauptballasttanks des Bootes verband, platzte und austretendes Öl (vermutlich aus dem Hydraulikventil) auf einer heißen Oberfläche Feuer fing. Die Ausbreitung des Feuers konnte nicht durch das Abschotten der Abteilungen gestoppt werden, da sich das Feuer durch die Kabelschächte des Bootes ausbreitete. Als direkte Folge wurde die automatische Notabschaltung des Reaktors eingeleitet, um eine Überlastung zu verhindern. Dies führte dazu, dass der Antrieb versagte. Der Energiemangel führte zum Systemversagen im ganzen Boot, darunter auch zum Ausfall der meisten Sicherheitssysteme. Dem Boot gelang es nach elf Minuten aufzutauchen, aber der Riss im Druckluftsystem schürte das Feuer weiter. Ein Großteil der Besatzung verließ das Boot. Nach einigen Stunden brach die Hülle, und das Boot sank. Der Kommandant sowie vier weitere an Bord verbliebene Besatzungsmitglieder versuchten, sich mit der Notfallkapsel zu retten. Diese war jedoch zum Teil geflutet und mit giftigen Gasen gefüllt – nur einer von ihnen überlebte den Aufstieg zur Oberfläche. Zwar hatte die Besatzung um Hilfe gefunkt, und beim Notausstieg aus dem Boot waren schon Rettungsflugzeuge vor Ort, um Rettungsinseln abzuwerfen, allerdings waren nicht genug für die 50 Männer vorhanden. Von den 69 Besatzungsmitgliedern starben 42 während und nach dem Unglück, die meisten von ihnen durch Unterkühlung im kalten Wasser, da sie es nicht geschafft hatten, vor dem Notausstieg ihre Rettungsanzüge anzulegen.
Das Boot liegt rund 190 km westsüdwestlich der Bäreninsel im Europäischen Nordmeer vor der Küste Norwegens in einer Tiefe von etwa 1858 Metern auf Position 73° 43′ 17″ N, 13° 15′ 51″ O.
Zum Zeitpunkt des Untergangs trug das Boot zwei nuklear bestückte und acht konventionelle Torpedos. Es wurden zwei Untersuchungen eingeleitet, eine von der Regierung der UdSSR, die andere später von unabhängiger Stelle. Beide konnten die genauen Umstände, die zum Verlust des Bootes führten, nicht vollständig klären; die zweite Untersuchung sah den Hergang jedoch in Konstruktionsmängeln des Bootes bedingt. Ebenso wurde der schlechte Ausbildungsstand der Besatzung kritisiert. Norwegen erklärte später, dass man das Boot zwei Stunden vor dem Untergang per Luft oder See hätte erreichen können, allerdings sei man zu spät benachrichtigt worden.

## Die Folgen des Untergangs derKomsomolez
Die Untergangsstelle liegt in einem der fischreichsten Gebiete der Welt, und ein Austreten des radioaktiven Inventars könnte der Fischereiindustrie Milliardenverluste bescheren. Im Mai 1992 wurde das Forschungsschiff Akademik Mstislaw Keldysch zur Unfallstelle beordert und entdeckte zahlreiche Brüche entlang der gesamten Länge der Druckhülle aus Titan. Einige waren bis zu 40 cm lang. Zudem glaubte man Risse im Primärkühlkreislauf zu erkennen. Risse in diesem Kreislauf würden es radioaktivem Material erlauben, den Reaktorkern zu verlassen und ins Seewasser und damit in die Nahrungskette zu gelangen. Im Frühjahr 1993 stufte die russische Regierung die Brüche als unbedenklich ein. Eine weitere Studie im August 1993 untersuchte die Zirkulationsbewegungen des Wassers an der Unfallstelle, stellte jedoch keine „vertikale Vermischung“ der Schichten fest und damit keine akute Gefahr radioaktiver Verseuchung. Verwundert war man jedoch über ein knapp 8 m großes Loch im Bugtorpedoraum, das mit dem Unfallhergang nicht erklärt werden konnte, aber ganz offensichtlich von einer Explosion herrührte.
Bei Tauchgängen mit Kleinst-U-Booten fand man heraus, dass das Seewasser begonnen hat, die Mäntel der Gefechtsköpfe der Torpedos und die Hülle des Bootes zu zersetzen. Dieser Prozess wird von den schnell wechselnden Strömungen des Wassers in dem Gebiet noch beschleunigt. Würde unter diesen Gegebenheiten radioaktives Material austreten, wäre eine schnelle Verbreitung unvermeidbar. Als im Sommer 1994 bei einer Untersuchung das Austreten von Plutonium-239 aus einem der Gefechtsköpfe festgestellt wurde, versiegelte man den Torpedoschacht.
Die Kosten der Bergung des Bootes wurden 1995 auf über eine Milliarde US-Dollar geschätzt. Zudem barg sie das Risiko, dass die Hülle bei dem Vorhaben brechen könnte. Als Ausweichplan wurde die Versiegelung des Bootes mit einem geleeartigen Material ins Auge gefasst. Die Umsetzung dieses Plans begann am 24. Juni 1995 und wurde im Juli 1996 abgeschlossen. Es wird davon ausgegangen, dass die Hülle 20 bis 30 Jahre Schutz bietet.
Norwegische Untersuchungen im Jahr 2008 konnten keine signifikante Radioaktivität beim Wrack der K-278 feststellen.
Über den 8. und 9. Juli 2019 verteilt nahm ein norwegisch-russisches Team gezielt Wasserproben aus einem Rohr, das russische Expeditionen in den 1990ern und 2007 als Radioaktivitätsleck identifiziert hatten, sowie von einigen Metern oberhalb. Die Caesium-137-Aktivität in den sechs Proben aus dem Rohr betrug zwischen weniger als 10 Bq/l (Nachweisgrenze an Bord) bis 100 am 8. Juli bzw. 800 Bq/l am 9. Juli; in der Umgebung konnte keine Aktivität nachgewiesen werden. Empfindlichere Messungen an Land dauern an[veraltet]. Die in diesen Gewässern sehr niedrige Caesium-137-Hintergrundaktivität beträgt etwa 0,001 Bq/l. Da sich die kleinen austretenden Mengen schnell verdünnen, besteht kein Risiko für die Fischbestände oder die Bevölkerung. Der norwegische Grenzwert in Nahrungsmitteln beträgt 600 Bq/kg.

## Kritik
Viele Details des Untergangs sind noch unklar, man geht jedoch von Fehlkonstruktionen aus. So ist es unverständlich, dass es der Besatzung nicht gelang, das Pressluftsystem zu leeren, um den Brandherden den Sauerstoff zu nehmen. Das Versagen der Sicherheitssysteme, die Ausbreitung der Brände durch die Kabelkanäle sowie der Ausfall des Hauptreaktors sind weitere Ungereimtheiten.
Zudem hat sich die Hülle der Komsomolez als nicht korrosionssicher erwiesen. Das Fluten der Rettungskapsel mit Wasser, ihre Füllung mit giftigen Gasen, das Versagen der Feuerlöschsysteme, die Entzündung des Öls auf heißem Untergrund und der Misserfolg der Besatzung bei der Bekämpfung des Feuers deuten auf einen fehlerhaften Entwurf hin.